# George Chepfer
George Chepfer est né le 13 décembre 1870 à Nancy et meurt en juin 1945. Il fut un chansonnier, humoriste lorrain et participa à quelques films.

## Biographie
Il s'amuse à caricaturer la manière de parler des paysans lorrains et compose des saynètes comiques. Après ses débuts en Lorraine (il débutera en 1900 sur les tréteaux de Cirey-sur-Vezouze), il s'installe à Paris, et devient un des chansonniers connus de l'époque. Après la mort de son beau-père, il prend la direction de l'imprimerie Royer à Nancy, mais continue à se produire à Paris. Son succès est dû à des imitations (Sarah Bernhardt ou des paysans lorrains), à des chansonnettes à l'ancienne (notamment une interprétation extraordinaire de La Leçon de valse du petit François) et à des histoires pittoresques et pleines d'humour (La Première Communion du gamin). En 1930, à 60 ans, George Chepfer enregistre son premier disque et obtient le grand prix du disque en 1934. Il demanda à plusieurs reprises à son ami lorrain, Jules-Marie Laure Maugüé, de lui harmoniser ou d'arranger des chansons populaires de Lorraine, dont plusieurs furent publiées.
Il participe comme acteur à quelques films :
- 1931 : Radio Follies, court-métrage de Jean Tarride ;
- 1934 : Le Train de 8 heures 47, film d'Henry Wulschleger, où il joue le rôle d'un officier alsacien aux côtés de Bach et Fernandel.

Il se produisait souvent dans des galas à titre gracieux pour des œuvres. Il arborait une moustache en guidon très fournie.

## Hommage toponymique
Son nom est donné à une rue de Nancy et à la grande allée centrale du parc de la Pépinière, à une rue d'Art-sur-Meurthe, à une allée de Pont-à-Mousson, à un collège de Villers-lès-Nancy et la salle des fêtes de Velle-sur-Moselle.